# Cassidian Barracuda
Die Barracuda ist ein deutsch-spanisches Test- und Forschungsflugzeug für ein unbemanntes militärisches Luftfahrzeug (Drohne) von Airbus Defence and Space.

## Geschichte

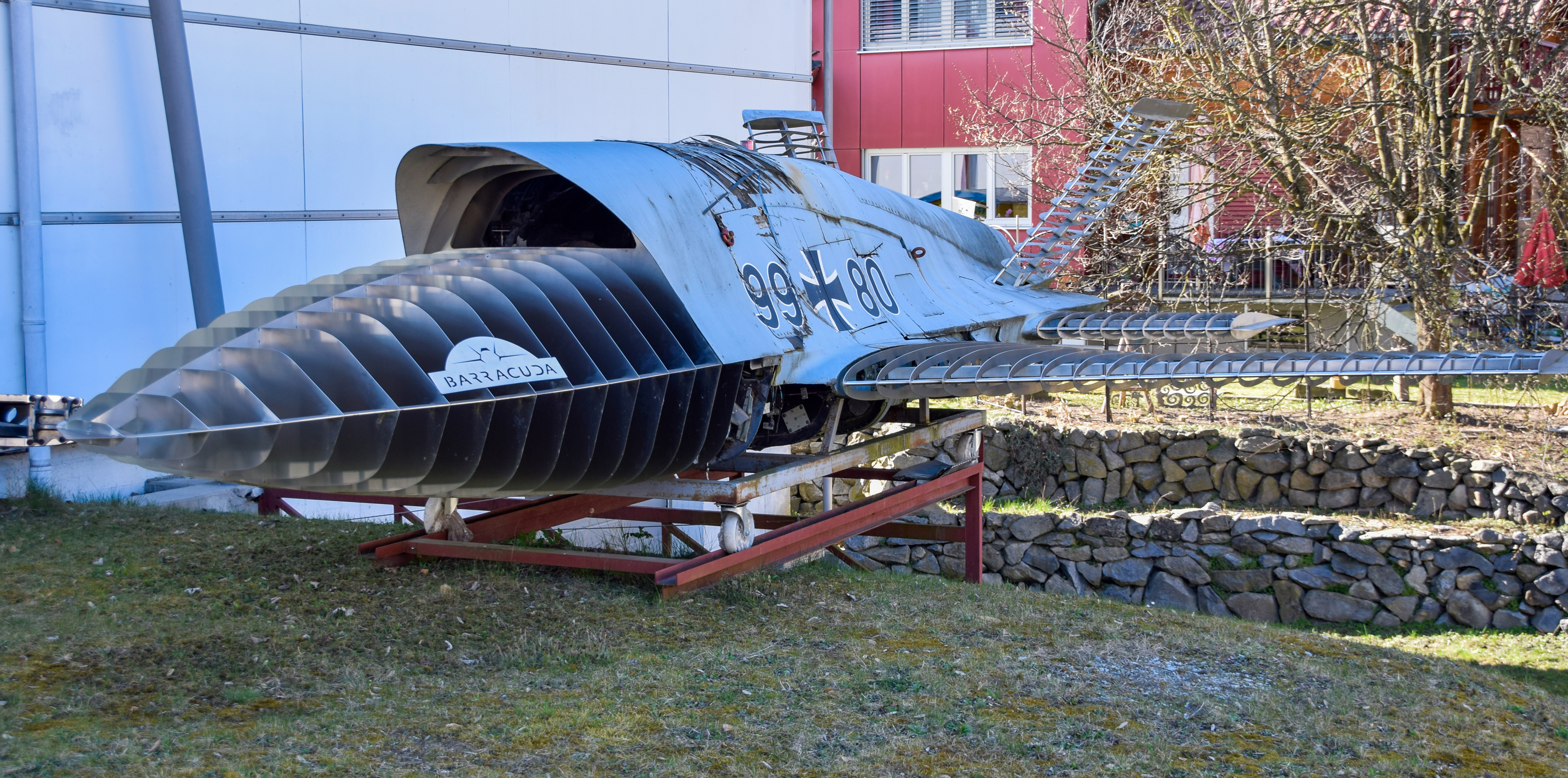
Die Überreste der 99+80 mit rekonstruierten Tragflächen und rekonstruiertem Rumpf

Ziel der Entwicklung des Barracuda-Demonstrators ist die Gewinnung von Erfahrungen mit unbemannten Flugzeugen. Neben defensiven Aufgaben wie der Aufklärung und Beobachtung sollte auch der Waffeneinsatz möglich sein. Die Weiterentwicklung zu einem Produkt war nicht vorgesehen, allerdings sind die Erfahrungen aus dem Barracuda-Projekt in zahlreiche neue Konzepte von Airbus Defence and Space eingeflossen.
Am 2. April 2006 fand auf dem spanischen Flugplatz San Javier der Region Murcia der erfolgreiche Erstflug des Barracuda statt. Der Flug dauerte 20 Minuten und wurde von dem Fluggerät vom Start bis zur Landung komplett autonom durchgeführt. Eine Bodenkontrollstation diente lediglich der Überwachung aus Sicherheitsgründen.
Bei seinem zweiten Erprobungsflug am 23. September 2006 stürzte das Experimentalluftfahrzeug kurz vor dem Flughafen San Javier ins Meer.
2008 wurde das Projekt wieder aufgenommen und ein zweiter Barracuda gebaut, der als Träger elektro-optischer Sensoren und zur Demonstration vernetzter Operationen dienen soll. Im Juli 2009 sowie im Sommer 2010 absolvierte er Serien erfolgreicher Testflüge auf dem kanadischen Luftwaffenstützpunkt Goose Bay.

## Entwicklung
Das deutsch-spanische Rüstungsprojekt wurde als unbemanntes Luftfahrzeug bei Airbus Defence and Space im bayerischen Ottobrunn und in Manching entwickelt; das Deutsche Zentrum für Luft- und Raumfahrt (DLR) in Stuttgart war an der Entwicklung beteiligt. Große Teile der Struktur sind aus kohlenstofffaserverstärktem Kunststoff in Augsburg gefertigt worden.

## Konstruktion
Das unbemannte Fluggerät hat eine Flügelspannweite von rund 7,22 m und eine Länge von 8,25 m bei einem Gewicht von etwa 3 Tonnen. Es ist mit einem Strahltriebwerk von Pratt & Whitney Canada mit 14 kN Schub ausgestattet. Es bietet Raum – teilweise unterhalb des Rumpfes – für diverse Sensoren zur Luftraum- und Bodenüberwachung.
Die Höhen- und Querruder, Seitenruder und Landeklappen werden elektrisch per Aktuatoren (Fly-by-Wire) betätigt; das Fahrwerk wird konventionell hydraulisch betrieben. Das Flugsteuerungssystem besteht aus einem dreifach redundant aufgebauten Flugsteuerungscomputer, der Navigation (GPS in Kombination mit einer Trägheitsplattform) und der Luft- und Triebwerksdaten-Aufbereitung. Die Befehlsgabe erfolgt aus dem Missionscomputer am Boden.
Die Drohne kommuniziert per Funkverbindung direkt auf Sicht oder indirekt außer Sicht per Satellitenverbindung.